# Joaçaba (gemeente)
Joaçaba is een gemeente in de Braziliaanse deelstaat Santa Catarina. De gemeente telt 25.322 inwoners (schatting 2009).
De plaats is de zetel van het rooms-katholieke bisdom Joaçaba.

## Aangrenzende gemeenten
De gemeente grenst aan Água Doce, Catanduvas, Herval d'Oeste, Jaborá, Lacerdópolis, Luzerna en Ouro.